# BDO International
BDO International är ett internationellt revisionsnätverk för revisionsbyråer som hjälper företag med rådgivning, revision, skatt och företagsservice. BDO står för grundarnas namn Binder, Dijker och Otte. Nätverket är registrerat i Belgien och huvudkontoret finns i Bryssel. BDO International har sammanlagt cirka 91 000 medarbetare fördelade på drygt 1 600 kontor i 160 länder. Den svenska verksamheten omfattar ca 750 anställda på ett 20-tal kontor. BDO grundades 1963.

## BDO Sverige
BDO Sverige är en del av BDO International, som är det femte största revisionsbyrånätverket i världen. 
BDO Sverige inriktar sig på att hjälpa ägarledda företag och arbetar också med noterade bolag, organisationer, föreningar och offentlig verksamhet. Företaget har sitt ursprung i en revisionsbyrå som grundades 1948 av Sten Erik Feinstein. 1973 blev företaget en del av nätverket BDO. Huvudkontoret finns på Sveavägen 53 i Stockholm. Styrelseordförande är Jörgen Lövgren och VD är Malin Nilsson. I Sverige har företaget cirka 750 medarbetare på ett 20-tal kontor runt om i landet.